# 沖縄県出身の人物一覧
沖縄県出身の人物一覧（おきなわけんしゅっしんのじんぶついちらん）は、Wikipedia日本語版に記事が存在する沖縄県出身の人物の一覧表である。

## 公人

### 政治家

#### 国会議員
現職
- 伊波洋一：宜野湾市
- 國場幸之助：那覇市
- 宮崎政久：宜野湾市
- 西銘恒三郎：南城市
- 比嘉奈津美：沖縄市
- 儀間光男：南洋諸島（現北マリアナ諸島）
- 下地幹郎：平良市（現宮古島市）
- 赤嶺政賢：小禄村（現那覇市）
- 糸数慶子：読谷村
- 山川仁：豊見城市

元職
- 安里積千代：座間味村
- 安次富修
- 伊江朝雄：那覇市
- 稲嶺一郎：本部町
- 井之口政雄：那覇市
- 上原康助：本部町
- 大城眞順
- 大浜方栄：石垣市
- 小渡三郎
- 嘉数知賢：名護市
- 喜納昌吉：コザ市（現沖縄市）
- 喜屋武眞榮：北中城村
- 瀬長亀次郎：豊見城市
- 國場幸昌：国頭村
- 島袋宗康：那覇市
- 白保台一：宜野湾市
- 瑞慶覧長敏：大里村
- 玉城栄一：平良市（現宮古島市）
- 徳田球一：名護市
- 仲村正治：那覇市
- 西銘順志郎：南城市
- 古堅実吉：国頭村
- 宮里松正：本部町
- 山内徳信：読谷村
- 照屋寛徳：南洋諸島（現北マリアナ諸島）

#### 帝国議会議員

##### 貴族院議員
男爵議員
- 伊江朝助：那覇市

多額納税者議員
- 大城兼義：那覇市
- 当間重民：那覇市（那覇市長）
- 仲村清栄：那覇市
- 平尾喜一：那覇市

##### 衆議院議員
- 石川善盛：沖縄市
- 伊礼肇：北谷町
- 大城幸之一：南城市
- 金城紀光：那覇市（那覇市長）
- 我如古楽一郎：八重瀬町
- 神村吉郎：うるま市
- 岸本賀昌：那覇市（那覇市長）
- 宜保成晴：豊見城市
- 護得久朝惟：那覇市
- 崎山嗣朝：那覇市（那覇市長）
- 桃原茂太：宜野湾市
- 当真嗣合：那覇市
- 仲井間宗一：名護市
- 仲田徳三：金武町
- 花城永渡：石垣市
- 盛島明長：宮古島市
- 湧上聾人：南城市

#### 沖縄県知事
- 屋良朝苗（初代、1972年5月 - 1976年6月）：読谷村
- 平良幸市（2代、1976年6月 - 1978年11月）：西原町
- 西銘順治（3代、1978年12月 - 1990年12月）：南城市
- 大田昌秀（4代、1990年12月 - 1998年12月）：具志川村（現久米島町）
- 稲嶺惠一（5代、1998年12月 - 2006年12月）：本部町
- 仲井眞弘多（6代、2006年12月 - 2014年12月）
- 翁長雄志（7代、2014年12月 - 2018年8月）：真和志村（現那覇市）
- 玉城デニー（8代、2018年10月 - ）：与那城村（現うるま市）

#### 市町村長
- 石嶺傳實（読谷村）：読谷村
- 糸数健一（与那国町）：与那国町
- 伊良皆光夫（多良間村）：多良間村[1]
- 太田朝敷（首里市）
- 大濵長照（石垣市）：石垣市
- 尾辻吉兼（与那国町）：与那国町
- 翁長雄志（那覇市）：真和志村
- 親泊康晴（那覇市）：那覇市
- 兼次佐一（那覇市）：国頭村
- 儀間光男（浦添市）
- 佐喜眞淳（宜野湾市）：宜野湾市
- 座喜味一幸（宮古島市）
- 下地昌明（多良間村）：多良間村
- 平良良松（那覇市）：那覇市
- 当間重剛（那覇市）：那覇市
- 当間重慎（那覇市）：那覇市
- 東門美津子（沖縄市）
- 渡具知武豊（名護市）：名護市
- 富山徳潤（那覇市）：那覇市
- 中山義隆（石垣市）：石垣市
- 外間守吉（与那国町）：与那国町
- 前泊正人（竹富町）：石垣市[2]
- 宮里哲（座間味村）：座間味村[3]
- 与儀実清（宜野座村）：宜野座村

#### その他の政治家
- 大田政作：国頭村
- 喜納昌春
- 志喜屋孝信：具志川市
- 瑞慶覧長方：大里村
- 平良辰雄：大宜味村
- 高良一
- 當間盛夫：那覇市
- 當山久三
- 仲間均
- 比嘉秀平：読谷村
- 星克
- 前川朝平：伊是名村
- 松岡政保：金武町
- 宮良長詳
- 山川泰邦
- 与儀達敏
- 吉野高善：竹富町
- 吉元政矩：与那国町
- 神村孝太郎：うるま市（旧具志川市）

### 政治運動家・平和運動家
- 阿波根昌鴻：本部町
- 謝花昇
- 知花昌一：読谷村
- 野底武彦
- 又吉イエス：宜野湾市
- 屋良朝助：那覇市

### 官僚
- 西銘順治：外務官僚
- 神山政良：大蔵官僚
- 伊江朝雄：運輸官僚
- 仲程倫由：内閣府官僚
- 前津盛和：内閣府官僚

### 軍人・自衛官
- 伊舎堂用久（陸軍中佐）：石垣市
- 親泊朝省（陸軍大佐）
- 漢那憲和（海軍少将）：那覇市那覇
- 当山全信（海軍中佐）
- 渡名喜守定（海軍大佐）
- 長嶺亀助（陸軍少将）：那覇市小禄
- 又吉康助（陸軍大尉、陸将補）：読谷村
- 恵隆之介（二等海尉）：コザ市
- 屋部憲通（陸軍中尉）：那覇市首里

## 文化人

### 写真家
- 石川文洋：那覇市
- 砂守勝巳
- 津野力男：石垣市
- 比嘉康雄
- 山田實：那覇市

### 書家
- 茅原南龍：石垣市

### 作家
- 池上永一：那覇市
- 石野径一郎：那覇市
- 大島孝雄：石垣市
- 大城立裕：中城村
- 神野オキナ
- 崎山多美
- 霜多正次：今帰仁村
- しろませいゆう：那覇市
- 知念実希人
- 籘真千歳
- 長堂英吉
- 東峰夫
- 平敷安常
- 又吉栄喜：浦添村
- 目取真俊：今帰仁村
- 吉野やよい：那覇市出身

### 漫画家
- あだちとか
- 荒巻圭子：那覇市
- 泉朝樹
- 大城ゆか：名護市
- 岡田あーみん
- 小田空
- 島袋光年：那覇市
- 下川凹天
- 新里堅進：那覇市
- 砂川しげひさ：那覇市
- 曽我部修司
- てりてりお
- なかいま強
- 仲宗根みいこ：那覇市
- なかま亜咲：北谷町
- 仲間りょう
- 春木さき
- 平本アキラ
- 水あさと
- ももココロ：読谷村
- 八木教広：那覇市
- 山原義人：那覇市
- 和山やま
- 島袋全優

### イラストレーター
- 自由創作表現者

### アニメーション制作関係者
- 青木純
- 久高司郎：那覇市
- 又吉浩
- 嘉手苅睦

### グラフィックデザイナー
- 岸本一夫

### 映画監督
- 安里麻里
- 小川深彩
- 岸本司：名護市
- 喜屋武靖
- 新城卓
- 高嶺剛：石垣市
- 友利翼：沖縄市
- 仲村颯悟：沖縄市
- 宮平貴子：那覇市

### 詩人
- 伊波南哲
- 小林寂鳥：伊江村
- 宮城松隆
- 山之口貘：那覇市

### 学者
- 青木雄造
- 安仁屋政昭
- 池間誠：平良市 - 経済学者。
- 井上勲
- 伊波普猷：那覇市
- 上勢頭亨
- 大城直樹：那覇市
- 大城肇：竹富町（鳩間島）
- 大城将保
- 大濱信泉
- 奥里将建
- 嘉数悠子
- 嘉数侑昇
- 垣花秀武 - 元国際原子力機関（IAEA）事務次長。若狭湾エネルギー研究センターや名古屋大学プラズマ研究所設立に尽力。東大、東工大、名古屋大、上智大元教授。
- 我部政明
- 川端博
- 小浜清志
- 佐喜眞興英：宜野湾市
- 里見進 - 那覇市。医学者、日本学術振興会理事長、東北大学総長、国立大学協会会長。
- 島袋隼士：那覇市
- ジェームス比嘉
- 砂川秀樹
- 下地真樹：那覇市
- 高良倉吉：伊是名村
- 高良鉄美：那覇市
- 鳥越皓之：今帰仁村
- 仲宗根政善：今帰仁村
- 西平守孝：石垣市
- 根路銘国昭：本部町 - ウイルス学者、生物学者。元国立感染症研究所室長、世界保健機関（WHO）センター長。
- 南風原朝和 - 東京大学教授、教育学部長
- 東恩納寛惇：那覇市
- 比嘉春潮：西原町
- 樋渡雅人
- 外間守善：那覇市
- 真栄田義見
- 真境名安興：桃原村
- 松島泰勝
- 南川仁博：那覇市
- 宮城能彦：那覇市
- 宮里政玄：今帰仁村
- 山内盛彬：金城町
- 山里勝己
- 山田哲也
- 米盛裕二

### 教育者
- 島袋源一郎：今帰仁村

### 医療関係者
- 上原貴美子
- 小那覇舞天
- 小濱正博：名護市
- 知念実希人
- 照屋寛善
- 友利新
- 西原雅一：伊良部町
- 玻座間里芳：石垣市

### 脚本家
- 上原正三：那覇市
- キャンヒロユキ：沖縄市
- 金城哲夫：南風原町
- 知念正真

### 作曲家
- 海勢頭豊：与那城町
- 金井喜久子
- 菅谷豊
- 渡久地政信：恩納村
- 長嶺俊一
- 三宅一徳
- 宮良長包：石垣町
- 来兎：沖縄市

### アナウンサー
NHK
- 島袋彩子：那覇市
- 牧港襄一：那覇市
- 與那嶺紗希子：那覇市

琉球放送
- 大城蘭：糸満市
- 川平朝清
- 狩俣倫太郎：那覇市
- きゃんひとみ
- 小林真樹子：那覇市
- 玉城美智子：沖縄市
- 比嘉京子
- 比嘉俊次：嘉手納町
- 宮城麻里子：南城市

沖縄テレビ放送
- 阿佐慶涼子：那覇市
- 金城わか菜：沖縄市
- 平良いずみ：那覇市
- 鶴渕さやか：浦添市
- 仲地恵：宜野座村

琉球朝日放送
- 棚原勝也：浦添市
- 比嘉鈴代：具志川市
- 宮城さつき：浦添市

エフエム沖縄
- 安谷屋真理子
- 大城勝太：東風平町
- 多喜ひろみ：那覇市
- 西向幸三：宜野湾市

ラジオ沖縄
- 伊波紗友里
- 米吉奈名子：与那国町
- 高良茂：那覇市

その他
- 有銘琴絵（長野エフエム放送）
- 池間昌人（NHK新潟放送局）
- 伊波伴准（岩手朝日テレビ）：西原町
- 垣花正（ニッポン放送→フリー）：宮古島市
- 西野志海（北海道テレビ放送→テレビ東京）: 那覇市
- 又吉千幸（フリー）：浦添市
- 三好ジェームス（沖縄テレビ放送→RKB毎日放送）：石垣市
- 寄川淑仔（長崎放送）：石垣市

### ラジオパーソナリティ
- 上原直彦（RBCiラジオ）：那覇市
- 大田和正（RBCiラジオ）：名護市
- 北野順一（RBCiラジオ）
- 富原志乃（RBCiラジオ）
- 糸数美樹（エフエム沖縄）：沖縄市

### キャスター
- 伊敷聡子：那覇市
- ジョン・カビラ：那覇市
- 知念芽衣：那覇市
- 渡名喜織恵

### ジャーナリスト
- 新川明
- 池宮城秀意
- 喜友名智子：那覇市
- 高嶺朝一：那覇市
- 仲新城誠：石垣市
- 惠隆之介：コザ市
- 吉田健正：糸満市

### 囲碁棋士
- 玉井伸：西原町
- 知念かおり：宮古島市

### 牧師
- 平良愛香
- 平良夏芽
- 照屋寛範
- 比嘉保彦

### その他の文化人
- 茨木憲（演劇評論家）
- 伊礼智（建築家）
- 大嶺實清（陶芸家）
- 大湾文子（実業家、コメンテーター）
- 小笠原範光（気象予報士）：那覇市
- 志田房子（琉球舞踊家）：那覇市
- 金城次郎（陶芸家）：那覇市
- 金城実（彫刻家）
- 古波蔵保好（エッセイスト）：首里市
- 崎濱綾子（気象予報士）：宜野湾市
- 下地玄信（会計士）
- ジャックワイズマンJr.（映画プロデューサー）
- 関榮次（外交官）
- 照屋勇賢（美術家）
- 富島靖子（DJ）
- 富田めぐみ（演出家）：八重瀬町
- 名渡山愛擴（画家）
- 新島正子（料理研究家）
- ひーぷー（演出家）：うるま市
- 真喜志好一（建築家）
- 宮城三成（陶芸家）
- 宮城与徳（画家）
- 宮里立士（文芸評論家）
- 山城博明（カメラマン）
- 與那覇朝大（画家）
- 國吉清尚（陶芸家）

## 芸能人

### タレント
- 石川愛理：恩納村
- 石原萌：那覇市
- 湶尚子
- エブラヒミ椎菜
- 我那覇美紀
- 川満聡：浦添市
- 小泉遥：沖縄生まれ、神奈川育ち
- 崎山一葉：那覇市
- 新城愛理
- 砂川信哉
- 志ぃさー（2013年9月まで本名の藤木勇人で活動）：コザ市
- 津波信一：佐敷町
- 仲座健太：南風原
- 早坂好恵：那覇市
- 比嘉周作
- 比嘉梨乃（ヒガリノ）：沖縄市
- 宮城琢磨：宜野湾市
- 宮城弥生：宜野湾市
- 屋宜由佳
- 辺土名茶三海：沖縄市
- ryuchell（りゅうちぇる）

### 俳優
- 北島角子
- 普久原明
- 安里勇哉
- 麻生幸佑
- 新垣正弘
- 海老澤健次：那覇市
- 大宜見小太郎：那覇市
- 大城公人（HIROZ、HIROZ SEVEN+）
- 大嶺巧
- 翁長大輔：那覇市
- 嘉島陸：那覇市[4]
- 嘉手納良智
- 我那覇文章
- 金城功：那覇市
- 川平慈英：那覇市
- 岸本祐二：那覇市
- 北村三郎：北谷村
- 戯武尊
- 金城大和：那覇市
- 小波津亜廉
- 小橋川嘉人：那覇市
- 佐久本宝：うるま市
- 末吉功治：読谷村
- 平良交一
- 平良進
- 玉城裕規
- 津嘉山正種：那覇市
- 筒井圭児：与那原町
- 渡名喜忠信：俳優
- トニー上原；那覇市
- 羽賀研二：沖縄市
- 普久原明：那覇市
- 満島真之介
- 宮城健太郎
- 山田親太朗：那覇市
- 与座重理久
- 吉岡佑
- 与那嶺圭太
- 藤木勇人：沖縄市

### 女優
- 赤嶺寿乃：那覇市
- あめくみちこ：宜野湾市
- 新垣結衣：那覇市[5]
- 池間夏海：豊見城市[6]
- 上地春奈：読谷村
- 大平うみ
- 大村沙亜子：浦添市
- 沖直未：嘉手納町
- 小田エリカ：渡名喜村
- 具志堅ティナ
- 国仲涼子：那覇市[5]
- 栗咲寛子
- 黒木メイサ：名護市[5]
- 黒島結菜：糸満市[5]
- 鈴木釉佳之
- 平良とみ：那覇市
- 高野モニカ
- 玉城ティナ：浦添市[7][5]
- 當真あみ
- 仲原聖子
- 仲間由紀恵：浦添市[5]
- 二階堂ふみ：那覇市[5]
- 間好子
- 華宮あいり：那覇市
- 比嘉愛未：具志川市
- 前原エリ：宜野湾市
- 松田るか
- 満島ひかり：沖縄市[5]
- 山田優：恩納村[5]
- 吉田妙子：具志川市

### お笑い芸人
グループ
- ガレッジセール
  - 川田広樹：那覇市
  - ゴリ：那覇市
- キャン×キャン
  - 長浜之人：那覇市
  - 玉城俊幸：那覇市
- こきざみインディアン
  - さーねー：南城市
  - もーりー：南城市
- ゴリラコーポレーション
  - こうへい：宜野湾市
  - せなは：宜野湾市
- しゃもじ
  - たーにー：那覇市
  - しゅうごパーク：那覇市
- スリムクラブ
  - 真栄田賢：那覇市
  - 内間政成：那覇市
- セブンbyセブン
  - 玉城泰拙：那覇市
  - 宮平享奈緒：那覇市
- パーラナイサーラナイ
  - あきら：玉城村
  - シンゴー：宜野湾市
- 三日月マンハッタン
  - 又吉隆行：宜野湾市
  - 仲嶺巧：宜野湾市

コンビやトリオのメンバー
- ロジャー（大自然）：ロサンゼルス生まれ、浦添市出身
- 肥後克広（ダチョウ倶楽部）：那覇市

ピン芸人
- いさお名ゴ支部：名護市
- 1、2の大心：糸満市
- 小島よしお：久米島町
- デイエノボル
- 猫柳ロミオ：浦添市
- ニッキー：読谷村
- パッション屋良：名護市
- 波照間てるこ。：浦添市
- 比嘉モエル
- 魅川憲一郎：浦添市[7]
- 諸見里大介：具志頭村
- 山城智二：那覇市
- 与座よしあき：沖縄市

### 落語家
- 金原亭杏寿
- 立川笑二：読谷村
- 北山亭メンソーレ：今帰仁村

### グラビアアイドル
- 麻田侑希
- 佐藤さくら：糸満市
- 照屋まみ
- テレサ野田：那覇市
- めぐみうい
- 桃原遥

### モデル
男性
- alain
- 尚玄
- ryuchell

女性
- 赤嶺梨奈：那覇市
- 安座間美優
- ALISA
- 浦崎実可子
- 嘉数夏葵
- 神谷里彩：恩納村
- 岸本セシル：沖縄市
- 金城茉奈：那覇市
- 田崎アヤカ
- 知念沙也樺
- 知花くらら：那覇市
- 津覇円佳
- ティアラ
- 照屋愛美
- 仲程仁美：那覇市
- 仲間リサ：北中城村
- 仲嶺奈里子：那覇市
- 南里美希
- 福田萌子
- 松島よう子
- 宮平佳奈
- 山田美加子
- 外間みよ子

### 歌手
男性
- 新垣勉：読谷村
- ISSA（DA PUMP）：沖縄市
- GACKT：沖縄市
- 伊禮俊一：島尻郡
- 大城友弥：八重瀬町
- カクマクシャカ：うるま市
- かでかるさとし：浦添市
- 川満勝弘：宮古島市
- 佐渡山豊：コザ市
- 下地暁：宮古島市
- シューベルトまつだ：名護市
- ジョニー宜野湾：宜野湾市
- SHINGO☆（SEX MACHINEGUNS）
- 照屋林賢（りんけんバンド）：コザ市
- 照屋林助
- トム仲宗根（ディアマンテス）：浦添市
- 永山尚太：那覇市
- 波平暁男：平良村
- 前田達也：那覇市
- 三浦大知
- ミヤギマモル：石垣市
- 宮永英一：那覇市
- 山森大輔（ROCK'A'TRENCH）
- 吉田安敬
- 琉智

女性
- AKINA
- 亜波根綾乃
- 安室奈美恵：那覇市
- 新垣寿子：中頭郡
- 伊禮麻乃：北谷町
- 上間綾乃：うるま市
- 須崎萌花：伊江村
- 宇沙美ゆかり：浦添市
- Awich（YENTOWN）
- 大島保克：石垣市
- 華菜枝：沖縄市
- 我那覇せいら：恩納村
- GWINKO
- 錦城薫
- 国吉なおみ：石垣市
- 桑江知子：コザ市
- 古謝美佐子：嘉手納町
- 桜香乃：那覇市
- 里中茶美：沖縄市
- 砂川恵理歌：宮古島市
- Sekishino
- ジョン (犬)
- 千田愛紗：宜野湾市
- 高良結香：那覇市
- 玉城ちはる
- 多和田えみ：宜野湾市
- 知念里奈：那覇市
- 唐真久乃
- 当山ひとみ
- 仲村知夏
- 夏川りみ：石垣市
- 奈月：那覇市
- NENE
- 比花知春
- 普天間かおり：中城村
- BENI
- 堀川まゆみ：宜野湾市
- 前田亜紀
- 与世山澄子：小浜島
- MAKI：浦添市
- Manami
- Marie：中城村
- MICHI：沖縄市
- MITSUKI
- 南沙織：嘉手納町生まれ、宜野湾市育ち[8]
- 宮城梓：浦添市

### グループ・デュオ
- アイタカ
  - アイロウ：那覇市
  - タカ：那覇市
- アフロマニア
  - ゲンゲン：名護市
  - ユウマン：本部町
  - アッキー：大宜味村
  - カズチャン：金武町
  - コスギン：名護市
- wiz-us
  - 金城里菜：名護市
  - 比嘉麗香：南城市
  - 親川あやの：浦添市
- ORANGE RANGE
  - HIROKI：沖縄市
  - YAMATO：沖縄市
  - RYO：沖縄市
  - NAOTO：沖縄市
  - YOH：沖縄市
- Kiroro
  - 玉城千春：読谷村
  - 金城綾乃：読谷村
- GOLD RUSH
  - Kota
  - Usekay
- SPEED
  - HITOE：八重瀬町
  - 上原多香子：豊見城市
  - 今井絵理子：那覇市
  - 島袋寛子：宜野湾市
- D-51
  - YU：宜野湾市
  - YASU：那覇市
- PENGIN
  - XICO：うるま市
  - 346：うるま市
  - DJカットー：うるま市
- MAX
  - Nana：南風原町
  - Mina：那覇市
  - Reina：那覇市
  - Lina：那覇市
- やなわらばー
  - 東里梨生：石垣市
  - 石垣優：石垣市
- Lucky Color's
  - ALISA
  - 永山未来
  - 山城笑佳
  - 山川未菜
  - 津山香音
- RYUKYUDISKO
  - 廣山哲史
  - 廣山陽介
- アキダス
  - 新垣優
  - 安島正樹

グループのメンバー
- 92（GReeeeNのメンバー）
- 青木宙帆（僕が見たかった青空のメンバー）
- 伊藤理々杏（乃木坂46のメンバー）：那覇市
- THE RAMPAGE from EXILE TRIBE
  - 神谷健太
  - 与那嶺瑠唯
- 比嘉奈菜子（アイドルネッサンスのメンバー）
- 松田迅（INIのメンバー）
- ミームトーキョー
  - NENE
  - MITSUKI
- 與那城奨（JO1のメンバー）
- Lucky²
  - 永山椿
  - 比嘉優和

### バンド
- HY：うるま市
  - 新里英之
  - 仲宗根泉
  - 宮里悠平
  - 許田信介
  - 名嘉 俊
- HIGH and MIGHTY COLOR
  - マーキー
  - ユウスケ
  - MEG
  - カズト
  - mACKAz
  - SASSY
- オズ
  - NARUMI
  - SHIN
  - いっせー
  - ナオヒロ
- かりゆし58
  - 前川真悟：八重瀬町
  - 新屋行裕：糸満市
  - 中村洋貴：糸満市
  - 宮平直樹：糸満市
- きいやま商店：石垣市
  - 崎枝亮作（リョーサ）
  - 崎枝大樹（だいちゃん）
  - 崎枝将人（マスト）
- gulff
  - 末広尚希
  - 池間正樹
  - 佐渡山武士
  - king-joe：読谷村
- JaaBourBonz
  - TAKANO：糸満市
  - 大湾：糸満市
  - KO-G
  - 志門
  - CHINA：浦添市
- 7!!
  - MICHIRU
  - NANAE
  - MAIKO
  - KEITA
- パーシャクラブ
  - 新良幸人：石垣市
  - 上地正昭：那覇市
  - 神村英世：那覇市
  - 津波古慈乃：那覇市
- Hearts Grow
  - ハルナ：本部町
  - チアキ：本部町
  - ナツミ：本部町
  - シンタロウ：本部町
  - ユウスケ：本部町
  - ユウヤ：本部町
- B-SHOP
  - 具志堅巨樹：石垣市
  - TADA-C：石垣市
  - し☆ご：石垣市
  - カタヤマタカズミ：石垣市
- BEGIN
  - 比嘉栄昇：石垣市
  - 島袋優：石垣市
  - 上地等：石垣市
- フィンガー5
  - 玉元一夫：具志川市
  - 玉元光男：具志川市
  - 玉元正男：具志川市
  - T.AKIRA：具志川市
  - 玉元妙子：具志川市
- FLiP
  - サチコ
  - ユウコ
  - サヤカ
  - ユウミ
- ホイフェスタ
  - あち
  - コーヘー
  - ハム
  - みなみ
- デラックス×デラックス
  - アサガオ
  - スイレン
  - スズラン
  - サクラ
  - シダ
  - コク
  - ラシ
- MONGOL800
  - 上江洌 清作
  - 髙里 悟

### シンガーソングライター
男性
- 日出克：竹富島
- 青山汰詩
- 伊禮俊一：伊是名村
- 岡村聡士：那覇市
- GACKT
- 東風平高根（東風）：那覇市
- 下地イサム：宮古島市
- シャイ
- RYOEI：石垣市

女性
- arie：浦添市
- 安次嶺希和子：沖縄市
- 安次嶺奈菜子
- Anly：伊江村
- 石嶺聡子：那覇市
- eico
- OLIVIA：那覇市
- 金城綾
- キャロライン・ラフキン
- 金城しおり：那覇市
- Cocco：那覇市
- ナシル：那覇市
- 成底ゆう子：石垣市
- rica tomorl
- リナン
- 麗美：宜野湾市
- uuna：嘉手納町

### 民謡歌手
沖縄民謡
- 上間綾乃：うるま市
- 嘉手苅林昌：越来村
- 喜納昌永：北中城村
- 金城安紀：コザ市
- 平良りん子：知念村
- 登川誠仁
- 前川守賢
- 山里ユキ
- 吉田安盛
- よなは徹：北谷町

宮古民謡
- 砂川国夫：宮古島市

八重山民謡
- 大工哲弘：石垣市

その他
- 勝連盛重（舞踊家）：那覇市
- 盛和子（舞踊家）

### 演奏家
- 川上一道（クラリネット）
- 金城繁（三線）：久志村
- 下地啓二（サクソフォーン）

### 声優
- 朝香雅恵
- 大城徹
- 儀武ゆう子
- 国吉美奈子
- 熊谷健太郎(生まれは埼玉県)
- 幸地真作
- 島袋美由利
- 下地紫野
- 新垣樽助
- 末吉司弥
- たちばなみかみ
- 近田和生
- 紡木吏佐（生まれは神奈川県）
- 富坂晶
- 仲西環
- 仲村宗悟
- 松本健太
- 三宅健太[9]
- 最上莉奈

### その他のタレント
- いっこく堂（腹話術師）：沖縄市
- 三志郎（マジシャン）
- 宮城信大朗（マルチパフォーマー）
- ロボットのぞみ（大道芸人）：今帰仁村

## スポーツ選手

### 琉球唐手（空手）
- 安里安恒
- 東辰徳
- 新垣清
- 新垣世璋
- 糸洲安恒
- 上原清吉：小禄村
- 上村拓也（世界空手道選手権大会金メダル）：那覇市
- 垣花恵春：平良市
- 喜久川政信：宮古島市
- 儀武息一：知念村
- 喜屋武朝徳：首里義保村（現・那覇市首里儀保町）
- 喜友名諒（2020年東京オリンピック金メダル）：沖縄市
- 金城新 （世界空手道選手権大会金メダル）：沖縄市
- 許田重発
- 国吉真吉：久茂地村
- 湖城以正：久米村
- 佐久本嗣男：恩納村
- 座波仁吉：那覇市
- 佐和田亮二
- 島尻政明：平良市
- 祝嶺正献：名護市
- 砂川久美子
- 祖堅方範：西原村
- 玉得博康
- 知花朝信：鳥堀村
- 遠山寛賢：首里市
- 長田裕也：宮古島市
- 長嶺将真：那覇市
- 中村茂：名護市
- 西平向盛
- 東恩納寛量
- 船越義珍：山川村
- 松村宗棍：山川村
- 松茂良興作：泊村
- 摩文仁賢榮：首里市
- 摩文仁賢和：首里市
- 宮城長順：那覇市
- 本部朝基：赤平村
- 本部朝勇：赤平村
- 屋比久孟伝
- 屋部憲通：山川村
- 義村朝義：赤平村
- 島袋龍夫：うるま市（旧・具志川村）

### 中国武術
- 宮平保

### 大相撲
- 大谷真惟：沖縄市
- 嘉陽快宗：那覇市
- 木﨑海伸之助：うるま市
- 琴椿克之（年寄白玉・山分）：那覇市
- 城間瑠正：浦添市
- 美ノ海義久：うるま市
- 宮乃風陽：名護市
- 友鵬勝尊：宮古島市
- 琉王優貴：那覇市
- 琉鵬正吉：中城村
- 若ノ城宗彦（年寄西岩）：那覇市

### 柔道
- 池田ひとみ
- 加藤博剛：石垣市
- 七戸龍 - 世界柔道100kg超級銀メダル2回。柔道グランドスラム100kg超級金メダル。全日本選抜体重別柔道選手権大会100kg超級優勝2度。
- 真喜志慶治：沖縄市 - 世界柔道無差別級銀メダル。

### 野球
プロ野球
- 赤嶺賢勇：那覇市
- 安仁屋宗八：那覇市
- 新垣渚：那覇市
- 新崎慎弥：南風原町
- 有銘兼久：那覇市
- 池畑満也：
- 石嶺和彦：那覇市
- 伊志嶺翔大：平良市
- 伊志嶺忠：北谷町
- 糸数勝彦
- 糸数敬作：沖縄市
- 稲嶺誉：糸満市
- 伊良部秀輝：沖縄市
- 伊礼忠彦：石垣市
- 上田正則：
- 上地和彦：
- 上原晃：宜野湾市
- 上原幸真：与那原町
- 上原健太：うるま市
- 上原厚治郎：那覇市
- 上間永遠：那覇市
- 内間拓馬：本部町
- 運天ジョン・クレイトン：宜野湾市
- 大城元：那覇市
- 大城滉二：豊見城市
- 大城真乃：宜野座村
- 大城卓三：那覇市
- 大城駿斗：那覇市
- 大城祐二：豊見城市
- 大田阿斗里：西原町
- 大野倫：うるま市
- 大嶺翔太：石垣市
- 大嶺祐太：石垣市
- 大山盛一郎：那覇市
- 岡留英貴：糸満市
- 親富祖弘也：浦添市
- 勝連大稀：宜野湾市
- 金村尚真：豊見城市
- 神里和毅：南風原町
- 嘉弥真新也：石垣市
- 川上竜平：那覇市
- 川満寛弥：宮古島市
- 金城鉄治：伊江村
- 金城宰之左：宜野湾市
- 金城博和：今帰仁村
- 宜保翔：豊見城市
- 國場翼：うるま市
- 佐久本昌広：読谷村
- 佐村・トラヴィス・幹久：宜野湾市
- 島井寛仁：浦添市
- 島袋修：糸満市
- 島袋翔伍：宜野湾市
- 島袋洋奨：宜野湾市
- 新里紹也：読谷村
- 砂川リチャード：北中城村
- タイシンガーブランドン大河：うるま市
- 平良海馬：石垣市
- 平良拳太郎：今帰仁村
- 平良幸一：平良市
- 平良吉照：石垣市
- 平良竜哉：うるま市
- 高良一輝：豊見城市
- 龍山暖：読谷村
- 多和田真三郎：中城村
- 知念広弥：那覇市
- 徳元敏：糸満市
- 渡真利克則：平良市
- 友寄正人：
- 友利結：浦添市
- 仲田幸司：那覇市
- 仲田秀司：金武町
- 仲田侑仁：那覇市
- 仲地礼亜：読谷村
- 名幸一明：那覇市
- 西村弥：南城市
- 比嘉寿光：豊見城市
- 比嘉幹貴：沖縄市
- 比嘉良智：那覇市
- 東浜巨：与那城町
- 日隈ジュリアス：北谷町
- 日隈モンテル：北谷町
- 比屋根彰人：糸満市
- 比屋根渉：東風平町
- 福地元春：名護市
- ボビー・フェンウィック：那覇市
- 前田純：沖縄市
- 前泊哲明：
- 真喜志康永：沖縄市
- 又吉亮文：浦添市
- 又吉克樹：浦添市
- 松川誉弘：豊見城市
- 嶺井博希：南城市
- 宮城滝太：嘉手納町
- 宮城大弥：宜野湾市
- 宮里太：美里村
- 宮國凌空：宜野湾市
- 宮國椋丞：糸満市
- 盛島稜大：宮古島市
- 屋宜照悟：うるま市
- 山川穂高：那覇市[10]
- 与座朝勝：那覇市
- 與座海人：浦添市
- 與那原大剛：北谷町
- スティーブン・ランドルフ：嘉手納町
- デーブ・ロバーツ：那覇市
- ワォーターズ璃海ジュミル：バージニア州生まれ

女子プロ野球
- 金城妃呂
- 前田桜茄：宜野座村

アマチュア野球
- 大城基志：宜野座村
- 我喜屋優：玉城村
- 新原千恵：那覇市
- 比嘉将太

指導者
- 池村英樹：那覇市
- 伊志嶺吉盛：石垣市
- 神山昂：糸満市
- 栽弘義：糸満市
- 比嘉公也

### サッカー
男子
- 赤嶺真吾：那覇市
- 新崎直哉：那覇市
- 石川研：石川市
- 石川翔二
- 上里一将：宮古島市
- 上里琢文
- 上門知樹：うるま市
- 上原慎也：西原町
- 内間安路：沖縄市
- エルサムニー・アリー
- エルサムニー・オサマ
- 我那覇和樹：那覇市
- 兼村憲周：嘉手納町
- 喜名哲裕：那覇市
- 儀保幸英：読谷村
- 金城クリストファー達樹
- 金城ジャスティン俊樹：沖縄市
- 久場光：那覇市
- 下地奨
- 新里裕之：宜野湾市
- 砂川太志：浦添市
- 高安孝幸
- 田口泰士：那覇市
- 玉城幸弥：西原町
- 知念慶：島尻郡南風原町
- 知念哲矢：那覇市
- 當間建文：那覇市
- 徳元悠平：糸満市
- 仲里航：宜野湾市
- 野澤大志ブランドン：宜野湾市
- 比嘉祐介：名護市
- 古山蓮
- 真栄城兼哉：沖縄市
- 宮城晃太
- 宮城雅史
- 山内達朗：読谷村
- 山川デション諒

女子
- 高良亮子：那覇市
- 津波古友美子

### ラグビー
- 加藤あかり
- 金城佑 :名護市
- 桑江健一郎
- 名嘉翔伍:名護市
- 知念雄:沖縄市
- 濱里耕平:名護市
- 濱里周作:名護市
- 濱里祐介:名護市
- 東恩納寛太:名護市
- 比屋根裕樹
- 屋宜ベンジャミンレイ：うるま市
- 石垣航平
- 當眞琢
- 宮里侑樹
- 津嘉山廉人
- 當眞慶
- 普久原琉:沖縄市
- 饒平名悠斗:沖縄市

### バスケットボール
男子
- 安谷屋健太
- 伊計郁也
- 伊佐勉：宜野湾市
- 井上公男
- 伊良皆竜一
- 上江田勇樹
- 大城弘樹
- 奥平貴也：読谷村
- 狩俣昌也：宮古島市
- 川満寿史：宮古島市
- 岸本行央：浦添市
- 岸本隆一：名護市
- 金城茂之：浦添市[7]
- 呉屋貴教：沖縄市
- 佐久本智
- 島袋脩：多良間村
- 下地一明
- 城間修平
- 新里智将：国頭村
- 澤岻直人：沖縄市
- 澤岻安史：沖縄市
- JJ（フリースタイル）：那覇市
- 知花武彦
- 友利健哉：宮古島市
- 仲村直人：中城村
- 並里祐：沖縄市
- 並里成：沖縄市
- 根間洋一
- 比嘉靖：宜野湾市
- 宮城信吾
- 山内盛久：北中城村
- 山城拓馬：うるま市
- 山城吉超：久米島町
- 与那嶺翼：沖縄市
- 山内ジャヘル琉人

女子
- 伊佐樹里
- 伊集南
- 奥里綾子
- 川上麻莉亜
- 久手堅笑美
- 玉城昌子
- 西田陽子
- 松島有梨江
- 安間志織

### ゴルフ
男子
- 泉川ピート
- 伊波邦准
- 友利勝良
- 比嘉一貴
- 辺土名求
- 宮里聖志：東村
- 宮里優作：東村

女子
- 上原彩子：那覇市
- 川満陽香理：宮古島市
- 島袋美幸：豊見城市
- 比嘉真美子：本部町
- 宮里藍：東村
- 宮里美香：那覇市
- 諸見里しのぶ：名護市
- 山城奈々：浦添市

### ハンドボール
男子
- 東江太輝：浦添市
- 東江雄斗：浦添市
- 石川出：浦添市
- 内田武志：浦添市
- 大城章：浦添市
- 志慶真龍我：沖縄市
- 棚原良：浦添市
- 田場裕也：浦添市
- 玉城慶也：浦添市
- 津波古駿介：浦添市
- 荷川取義浩：浦添市
- 東長濱秀作：浦添市
- 東長濱秀希：浦添市
- 村山裕次：浦添市
- 銘苅淳：浦添市
- 山田隼也：浦添市

女子
- 東濱裕子：浦添市
- 池原綾香：浦添市
- 勝連智恵：石垣市
- 儀間晴香：浦添市
- 佐久川かおり：浦添市
- 佐久川ひとみ：浦添市
- 新城明奈：那覇市

### バレーボール
男子
- 徳元幸人：恩納村

女子
- 座安琴希：具志川市
- 星野賀代：宜野湾市
- 山内美咲：糸満市

### ボクシング
男子プロボクサー
- 安慶名健：名護市
- 伊礼喜洋：北谷町
- 上原康恒：那覇市
- 小田翔夢
- 翁長吾央：那覇市
- 嘉陽宗嗣：今帰仁村
- 喜友名朝博
- 川満俊輝:宮古島
- 具志堅用高：石垣市
- 塩濱崇：沖縄市
- 新垣諭：糸満市
- 渡嘉敷勝男：沖縄市
- 友利正：那覇市
- 仲里繁：宜野湾市
- 仲里周磨：宜野湾市
- 長濱陸：沖縄市
- 名護明彦：那覇市
- 浜田剛史：中城村
- ハリケーン照：那覇市
- 比嘉大吾：浦添市[11]
- ピューマ渡久地：石川市
- 平仲明信：具志頭村
- 平仲信敏：具志頭村
- フリッパー上原：那覇市
- 宮城竜太：知念村

女子プロボクサー
- 天海ツナミ：具志川市
- 平安山裕子：那覇市

アマチュアボクシング
- 金城真吉
- 仲井真重次：石垣市

### プロレス
- ウルトラソーキ：糸満市
- 沖識名
- クラッシャー前泊：那覇市
- 佐久田俊行：西原町
- 曽我部美幸：那覇市
- ティーダヒート：北谷町
- ティーラン獅沙：南城市
- ヒージャーキッドマン：北谷町

### 総合格闘技
- 砂辺光久：那覇市
- 祖根寿麻：那覇市
- 平良達郎：那覇市
- 渡慶次幸平：豊見城村
- 松根良太：中頭郡
- 宮城友一：那覇市

### 自転車競技
- 新城幸也（ロードレース）：石垣市
- 内間康平：浦添市
- 普久原奨：沖縄市

### 競輪
- 比嘉真梨代

### モータースポーツ

#### 四輪
- 玉城詩菜（D1ドライバー）：うるま市

### その他のスポーツ
- 阿波連二美子（競艇）
- 石川菊代（キックボクシング）：具志川市
- 上江洲光志（卓球）：うるま市
- 上与那原寛和（車いすレース）：沖縄市
- 高田充（テニス）
- 仲宗根梨乃（ダンス）：那覇市
- 知念孝（体操、1992年バルセロナオリンピック団体銅メダル）：うるま市（旧・石川市）
- 津波響樹（走幅跳）：豊見城市
- 時本美津子（ボウリング）
- 當銘孝仁（カヌー選手）：糸満市
- ひとりでできるもん（ダンス）
- 宮平鷹志（競馬騎手）
- 屋比久翔平（レスリング、2020年東京オリンピックグレコローマン77kg級銅メダル）：名護市
- 山城美貴（ハンマー投げ）：久米島町

## その他

### 実業家
- 新垣尚之（沖縄振興開発金融公庫）：国頭村
- 石嶺伝一郎（沖縄電力）：那覇市
- 大嶺満（沖縄電力）：那覇市
- 嘉数昇（琉球生命保険）：那覇市
- 川平謙慈（日本マクドナルドマーケティング本部長）
- 金城夏子（「沖縄密貿易の女王」）
- 具志堅宗精（オリオンビール）
- ジェームス比嘉（Apple）
- 尚順（桃原農園）：那覇市
- 照屋敏子：糸満市
- 宮城新昌（水産事業家）：大宜味村
- 義元大蔵（株式会社ディーズプランニング代表取締役。「やっぱりステーキ」「そばよし」「やっぱり らぶ唐」創設者）：那覇市
- 喜屋武優貴　：北谷町

### 性風俗関係者
- ティア
- リエコ・イングリッシュ
- REINA
- 我那覇あや
- 我那覇レイ
- 金城アンナ
- 小西あすか
- 琥珀うた
- 夏海碧
- 七瀬ジュリア
- 成瀬美穂
- 範田紗々
- 日野雫
- Pちゃん（風子）
- 麻矢えみり
- アキラ・レイン
- 若葉かおり

### 長寿記録保持者
- 知念カマ
- 渡名喜元完
- 仲村亀二：知念村

### その他の人物
- 伊志嶺一（CMディレクター）
- 翁長裕（映像作家）
- ときど（プロゲーマー）
- 友寄正人（プロ野球審判員）
- 名城ラリータ（テレビプロデューサー、ディレクター）
- 七尾奈留（ゲームクリエイター）
- XQQ（ゲーミングコーチ）

## 外国籍の人物
- ロバート・グリフィン3世（アメリカンフットボール選手）
- ブライアン・ティー（俳優）
- タムリン・トミタ（女優）
- ボビー・フェンウィック（野球選手）
- クリス・ホーナー（自転車競技選手）
- スティーブン・ランドルフ（野球選手）
- デーブ・ロバーツ（元野球選手・MLB監督）

## 架空の人物
- 綱海条介（ゲーム・アニメ『イナズマイレブン』の登場人物）
- 岩波平八郎（アニメ『サザエさん』の登場人物）：石垣島出身
- 蜷川あむろ（漫画・アニメ『ケンコー全裸系水泳部ウミショー』の登場人物）：南大東島（作中では「台東島」と表記）出身。
- 我那覇響（ゲーム・アニメ『THE IDOLM@STER』の登場人物）
- 桐島カンナ（ゲーム・アニメ『サクラ大戦』の登場人物）
- 島袋力也（ゲーム『龍が如く3』の登場人物）
- 瀬名詩織（ゲーム『アイドルマスター シンデレラガールズ』の登場人物）
- 冴島清美（ゲーム『アイドルマスター シンデレラガールズ』の登場人物）
- 知念大輔（アニメ『フレッシュプリキュア!』の登場人物）
- 名嘉原茂（ゲーム『龍が如く3』の登場人物）
- 我那覇響 幹夫（ゲーム『龍が如く3』の登場人物）
- 乙姫むつみ（漫画・アニメ『ラブひな』の登場人物）
- 十龍之介（ゲーム･アニメ･漫画『アイドリッシュセブン』の登場人物）
- 宮城リョータ（漫画・アニメ『スラムダンク』の登場人物）

## 沖縄県にゆかりのある人物

### 親や親戚が沖縄県出身
- 相沢梨紗：祖母が宮古島出身
- AKINO：両親と兄が沖縄県出身
- 穴井千尋（HKT48）：母親が沖縄県出身
- 新垣泉子（テレビ西日本アナウンサー）：親が沖縄県出身
- 石田ひかり：母親が石垣島出身
- 石田ゆり子：母親が石垣島出身
- 伊東ゆかり：父親が沖縄県出身
- 伊礼彼方：父親が沖縄県出身
- 上戸彩：母親が石垣市出身
- 上間美緒：母親が本部町出身
- 宇良和輝：父親が沖縄県出身
- 大城美和：父親が沖縄県出身
- 大空眞弓：父親が宮古島出身
- 岡田惠和：母親が沖縄県出身
- 奥浜レイラ：両親が沖縄県出身
- 奥山佳恵：母親が沖縄県出身
- 翁長舞：曽祖父母が沖縄県出身
- 小野あつこ：母親が沖縄県出身
- かかずゆみ：父親が沖縄県出身
- 加賀美希昇：母親が豊見城市出身
- 垣花秀武：父親が那覇市出身
- 嘉手納清美：両親が沖縄県出身
- 金城武：祖父が沖縄県出身
- 金城宗幸（漫画原作者）：祖父母が今帰仁村出身
- 金城碧海：祖父及び父親が沖縄県出身
- 上地雄輔：祖父が宮古島出身
- 菊里ひかり：母親が沖縄県出身
- 岸朝子：両親が沖縄県出身
- 北村一輝：母親のルーツと母方の祖父母が沖縄県出身[12]。祖父は粟国島生まれ。祖先は護佐丸[13]。
- 具志堅幸司：父親は名護市、母親は石川市（現うるま市）出身
- 国吉佑樹：父親が沖縄県出身
- 小松菜奈：母親が沖縄県出身
- 佐藤優：母親が久米島出身
- 篠山輝信：母親（南沙織）が沖縄県出身
- 尚道子：両親（第二尚氏）が沖縄県出身
- セロ：父親が今帰仁村出身で、彼自身も2歳〜4歳の頃を沖縄本島で過ごす。
- 大地康雄：俳優。父親は宮古島市伊良部（旧伊良部町）、母親は宮古島市城辺（旧城辺町）出身
- 田村優：ラグビー選手。母親が浦添市出身
- 知念侑李：父親（知念孝）が沖縄県出身
- チャンス大城：祖父及び父親が沖縄県出身
- 堂安律：プロサッカー選手。母方の祖父が宮古島市出身[14]
- 渡嘉敷奈緒美：父親が沖縄県出身
- 渡嘉敷来夢：父方の祖母が沖縄県出身
- 渡名喜風南：両親が沖縄県出身
- 仲宗根美樹：両親が沖縄県出身
- 仲根かすみ：両親が嘉手納町出身[要出典][15][16]
- 仲本工事：両親が沖縄県出身
- 渚ゆう子：母親が沖縄県出身
- 名城信男：父親が本部町出身
- 成宮寛貴：母親が沖縄県出身
- 新垣里沙：父方の祖父母が沖縄県出身
- 鉢嶺杏奈：竹富島に母方の家族が在住
- 比嘉バービィ：母方の祖父が沖縄県出身
- 比嘉もえ：祖父及び父親が沖縄県出身
- 平野ノラ：母親が読谷村出身
- 比留川游：親が沖縄県出身
- 普天王水：元大相撲力士、現在は年寄稲川。母親が沖縄県出身
- 普天間みさき：父親が沖縄県出身
- 前山田健一（ヒャダイン）：父親が沖縄県出身
- 又吉直樹（ピース）：父親が名護市出身
- miwa：祖母、父親が沖縄県出身
- 宮城ナナ：母親が沖縄県出身、自身も11歳から父親が転勤してくる関係で居住していた。
- melody.：母親が沖縄県出身
- 山田孝之：沖縄県生まれ、鹿児島県育ち。母親が沖縄県出身
- ゆうたろう（モデル）：母親が沖縄県出身
- 横峯さくら：母親が那覇市出身
- 与那嶺要：父親が沖縄県出身

### 夫または妻が沖縄県出身
- 大石達也：現妻（一般人）の出身地
- 橋爪功 ：現妻（一般人）の出身地
- 松尾諭：現妻（一般人）が宮古島出身
- ギャル曽根（京都府舞鶴市出身）：夫が沖縄県出身。
- 若林正恭 ：現妻（一般人）の出身地

### 沖縄にルーツを持つ
- 尚衞：第二尚氏第23代当主[17][18]
- 井伊文子：第二尚氏出身。
- かでなれおん：沖縄の血筋を持つ。
- ジェイク・シマブクロ：沖縄系アメリカ人。
- デービッド・イゲ：第8代ハワイ州知事、沖縄系アメリカ人

### 沖縄県在住
- 清嶋彰一：競輪選手としての最終登録地が当県（日本競輪選手会鹿児島支部傘下）。現役引退後は那覇市久茂地で実業家として活動。
- 七戸康博：那覇市在住
- 高樹沙耶：石垣島在住
- 田中律子
- 林田健司：石垣島在住
- 早見裕司：沖縄県浦添市在住
- 広部俊明：恩納村在住
- マイクスギヤマ：豊見城市在住
- 宮本亜門：南城市在住
- 吉本多香美：石垣島在住

### 沖縄県に居住歴あり
- AKINO：女子プロレスラーになる前、ダイビングインストラクターとして当県に勤務していた。
- 雨宮萌果：元NHKアナウンサー、初任地がNHK沖縄放送局。
- 荒木さくら：NHKアナウンサー、初任地が沖縄局。
- 泉浩司：NHKアナウンサー、初任地が沖縄局。
- 井上二郎：NHKアナウンサー、初任地が沖縄局。
- M.C.ハマー：デビュー前、アメリカ海軍に所属し、県内の施設に所属したこともあった。
- 鎌倉千秋：NHKアナウンサー、初任地が沖縄局。
- 栗原望：NHKアナウンサー、初任地が沖縄局。
- 佐藤あゆみ：NHKアナウンサー、初任地が沖縄局。
- 澤田彩香：NHKアナウンサー、初任地が沖縄局。
- 澤地久枝：琉球大学大学院にて2年余聴講生（戦後史）。
- 佐藤義和：フジテレビを退職後、北谷町に在住していた。
- 島田紳助：石垣島で飲食店を経営、別荘を所有していた。現在は引き払っている。
- 杉田久女：少女期、那覇市に在住していた。
- 筑紫哲也：朝日新聞社記者時代に本土復帰前の那覇支局勤務。
- 中江裕司：琉球大学卒
- 中尾彬、池波志乃：一時沖縄にマンションを所有。
- 中野淳：NHKアナウンサー、初任地が沖縄局。
- 東悟：プロボクサー。アマチュア時代、琉球ボクシングジムに所属していた。
- マーク・パンサー：2003年から5年間、石垣島在住
- 魔裟斗：小学校2年生から6年生の時まで沖縄県在住。

### 沖縄に家を所有
- 田崎真也：石垣島にマンションを所有。
- 所ジョージ：沖縄県に42000坪（東京ドーム3個分）の広さを持つ「沖縄ベース」を所有している。
- 森末慎二：沖縄好きで土地を購入。現在は仕事がオフの時は宮古島に滞在している。

### 沖縄の高校出身
- 田仲敦子：女子競輪選手になる前は、高校教師として沖縄県立北中城高等学校にて教鞭を執っていた。
- 中川大輔 : 興南高校に在学していた。
- 西岡洋：興南高校に在学していた。
- 松永政行：興南高校に在学していた。
- 千代ノ皇王代仁：中部農林高校に在学していた。